# Боярский, Адольф-Николай Эразмович
Боярский, Адольф-Николай Эразмович (в некоторых источниках Боярский, Адольф Эразмович) — русский фотограф.

## Экспедиция в Китай
В 1874—1875 гг. российское правительство направило в Китай учёно-торговую экспедицию под руководством Юлиана Адамовича Сосновского, в которой Боярский принял участие в качестве официального фотографа.
Боярский сделал около 200 снимков. Большая часть фотографий вошла в альбом, который позже стал частью коллекции Терезы Кристины Марии, собранной императором Бразилии Педру II и переданной им Национальной библиотеке Бразилии.